# 17744 Jodiefoster
17744 Jodiefoster eller 1998 BZ31 är en asteroid i huvudbältet som upptäcktes den 18 januari 1998 av OCA–DLR Asteroid Survey (ODAS). Den är uppkallad efter den amerikanska skådespelerskan Jodie Foster.
Asteroiden har en diameter på ungefär 2 kilometer.